# Dia Nacional da Galiza
O Dia Nacional da Galiza (termo oficial, conhecido popularmente como Dia da Galiza, ou também como Dia da Pátria ou Dia da Pátria Galega), é a festa oficial da Galiza (nacionalidade histórica e comunidade autónoma da Espanha), segundo decreto da Junta da Galiza de 1979. Celebra-se a 25 de julho (não confundir com o Dia da Galiza mártir, o 17 de agosto).

## História

### Origem
As origens desta celebração remontam a 1919, data na que se juntou em Santiago de Compostela a Assembleia das Irmandades da Fala que acordam celebrar o Día Nacional de Galicia a 25 de Julho do ano seguinte. A festa foi censurada durante a ditadura de Primo de Rivera, e recuperada na Segunda República.

### Franquismo
Durante a ditadura franquista, as sociedades galegas da emigração continuam esta convocatória, e na Galiza o galeguismo concentra-se ao redor da tradicional missa por Rosalía de Castro na igreja de São Domingos de Bonaval. Durante esta época, o dia institucionaliza-se como festa oficial em toda a Espanha, sob o nome de Dia do Padroeiro de Espanha, com um marcado caráter religioso, embora após a transição parasse de ser oficial em todo o Estado espanhol.

#### Finais do franquismo
Em 1968 voltou celebrar-se, com uma manifestação na Alameda de Compostela. Serão o Partido Socialista Galego (PSG) e a União do Povo Galego (UPG) os que se manifestam de forma clandestina para comemorar o "Dia Nacional da Galiza" que terminavam com confrontos com a polícia franquista, como acontecera em março.

### Democracia
Desde 1979 é oficialmente feriado nacional na Galiza. Com a entrada na democracia seguiram a proibir as manifestações da AN-PG (Assembleia Nacional-Popular Galega) e BN-PG, germes do atual Bloco Nacionalista Galego. Até meados dos anos oitenta não foi permitida a manifestação do Dia da Pátria com normalidade democrática, sendo hoje o ato mais multitudinário de todas as celebrações que têm lugar a 25 de julho na capital galega.
Atualmente os diferentes partidos nacionalistas da Galiza seguem a convocar manifestações para esse dia, sob a denominação de Dia da Pátria, nas quais fazem reflexões a respeito da situação política galega.

## Galeria

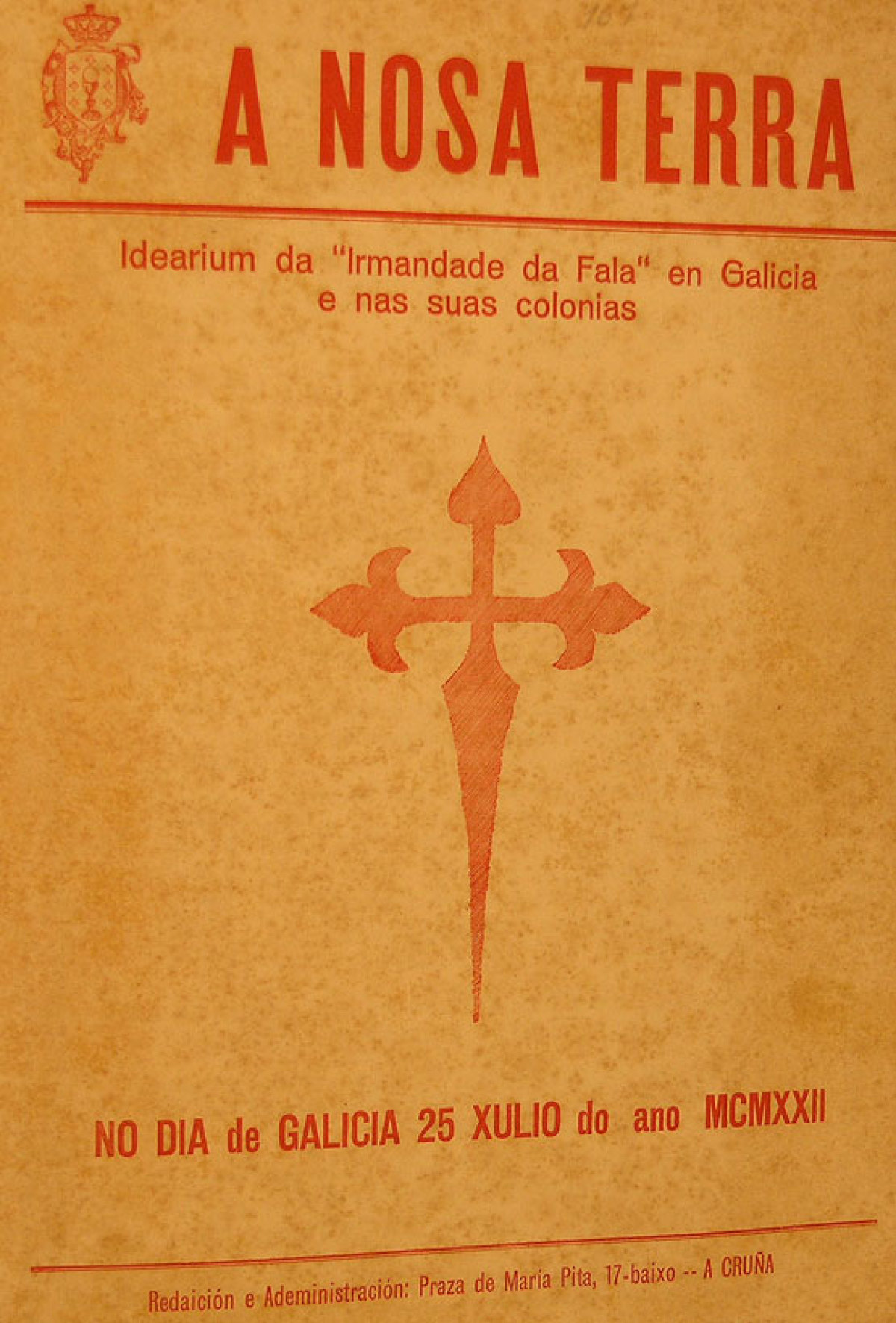
Capa de A Nosa Terra do 25 de julho de 1922.
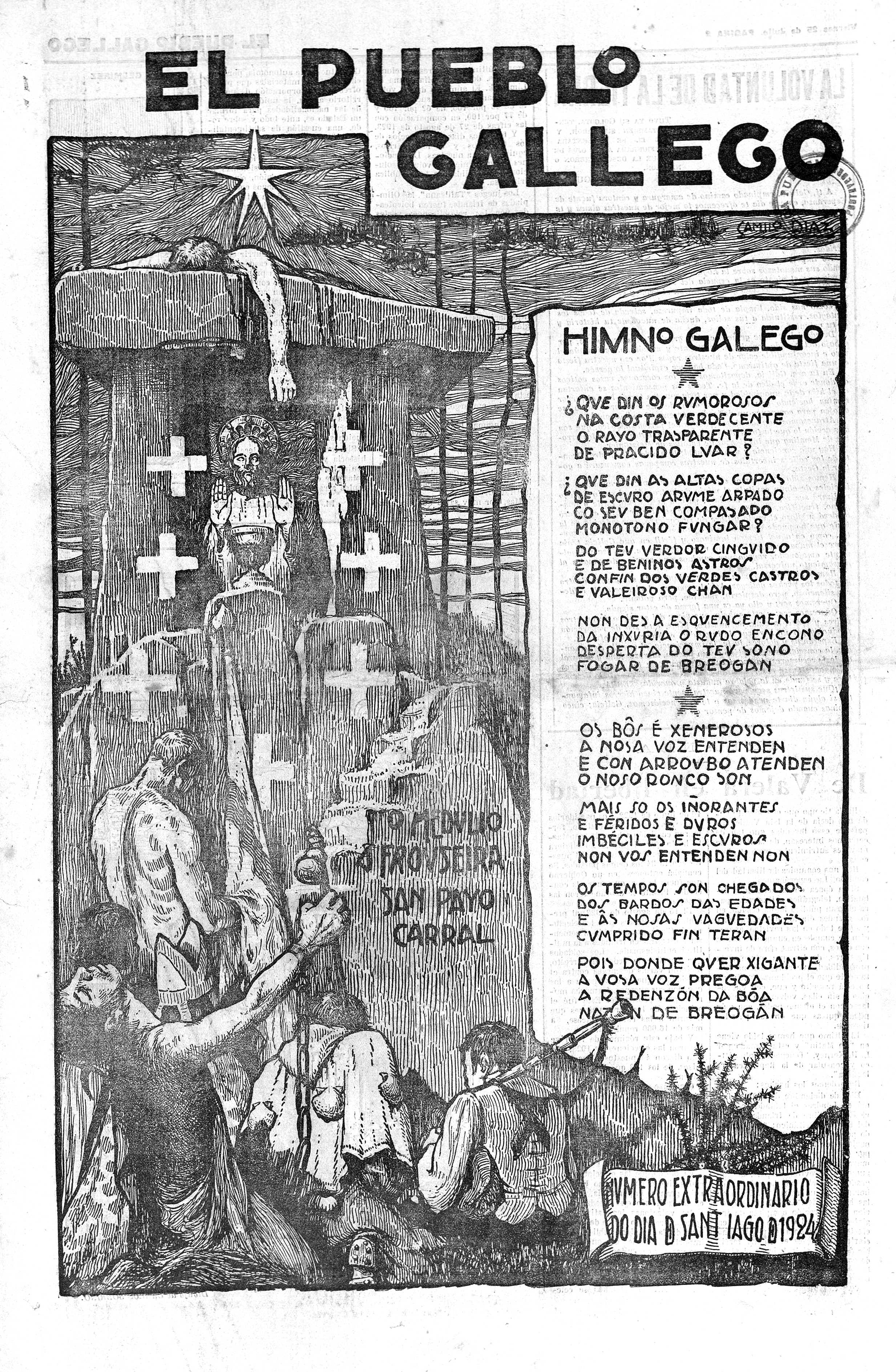
Hino galego no diário bilingue El Pueblo Gallego, o 25 de julho de 1924.
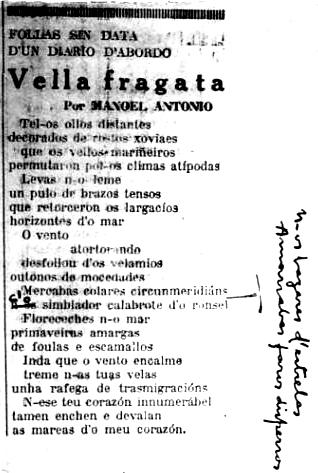
Poema de Manuel Antonio, publicado para comemorar o Día da Pátria em 1926, no Diário de Vigo.
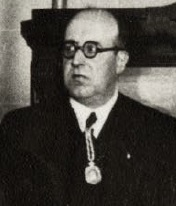
Otero Pedrayo, acto com Castelao na RAG, 25 de julho de 1934.
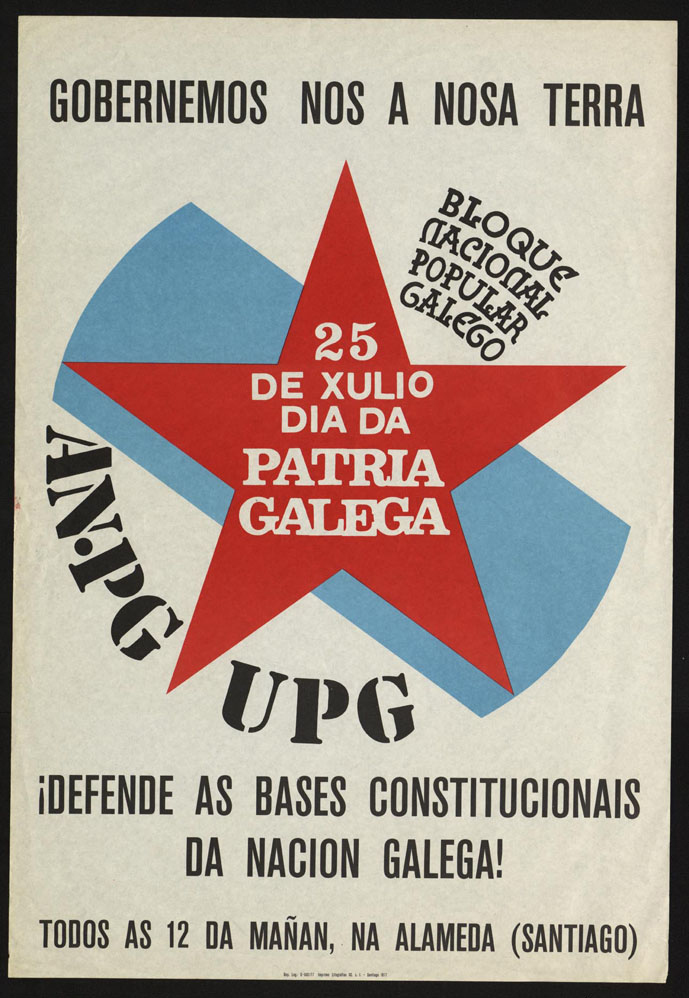
Cartaz do Bloque Nacional-Popular Galego (AN-PG/UPG) pelo 25 de julho de 1977.
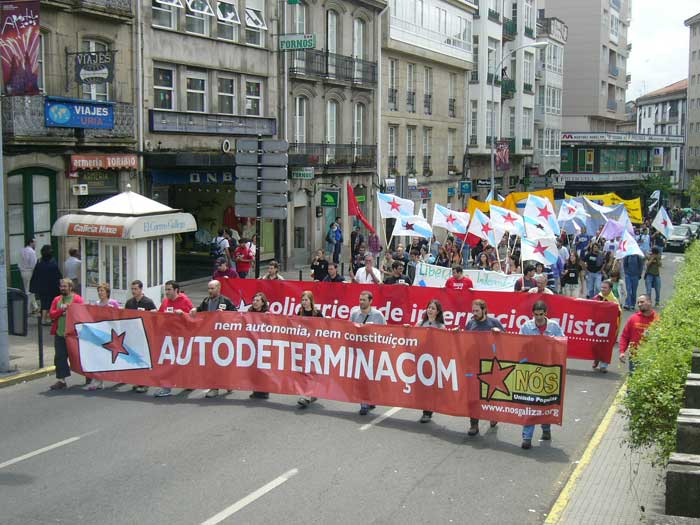
Tradicional manifestação pela autodeterminação no Dia da Pátria Galega de 2005.
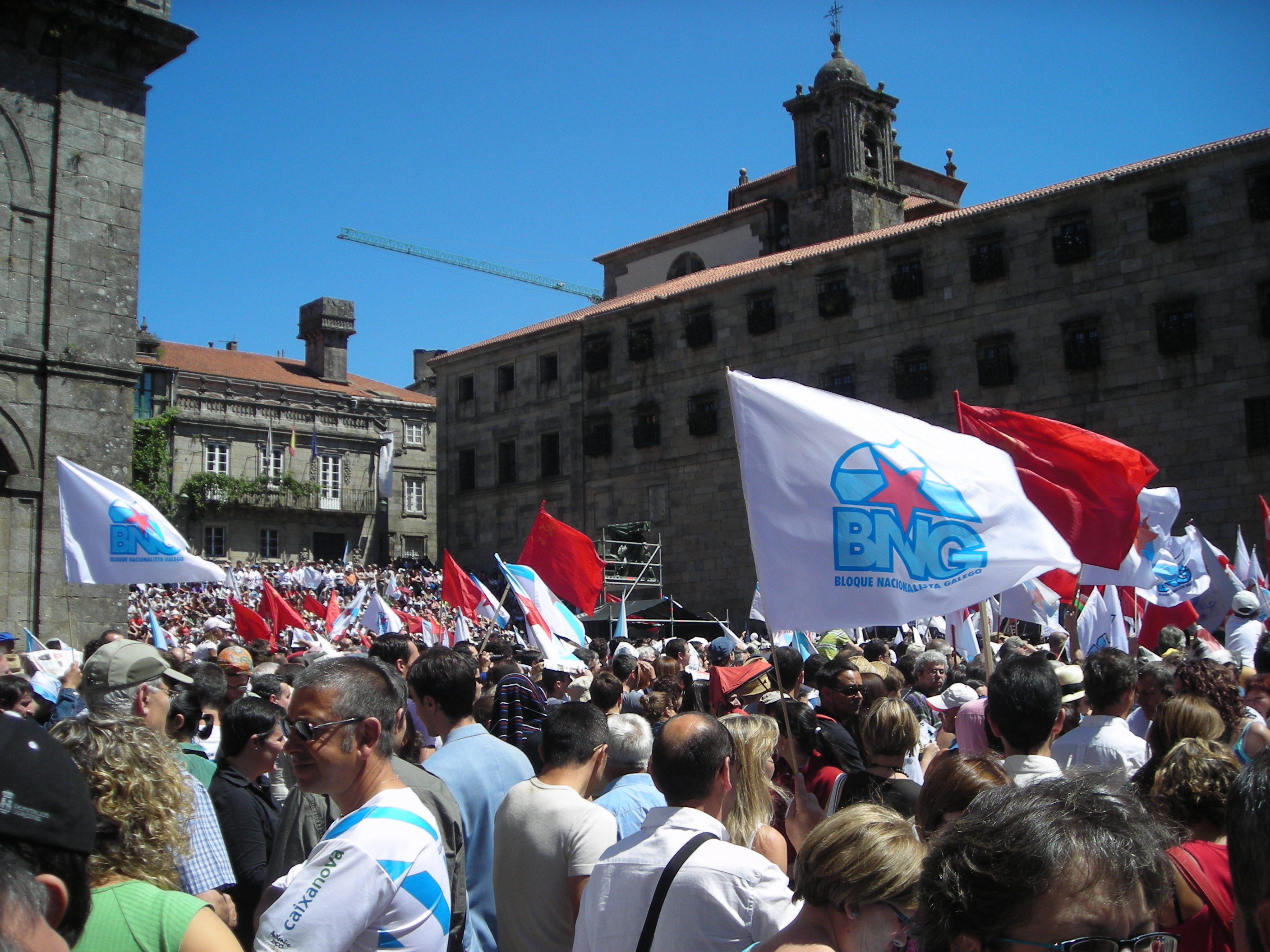
Manifestação do BNG do Día da Patria de 2009.
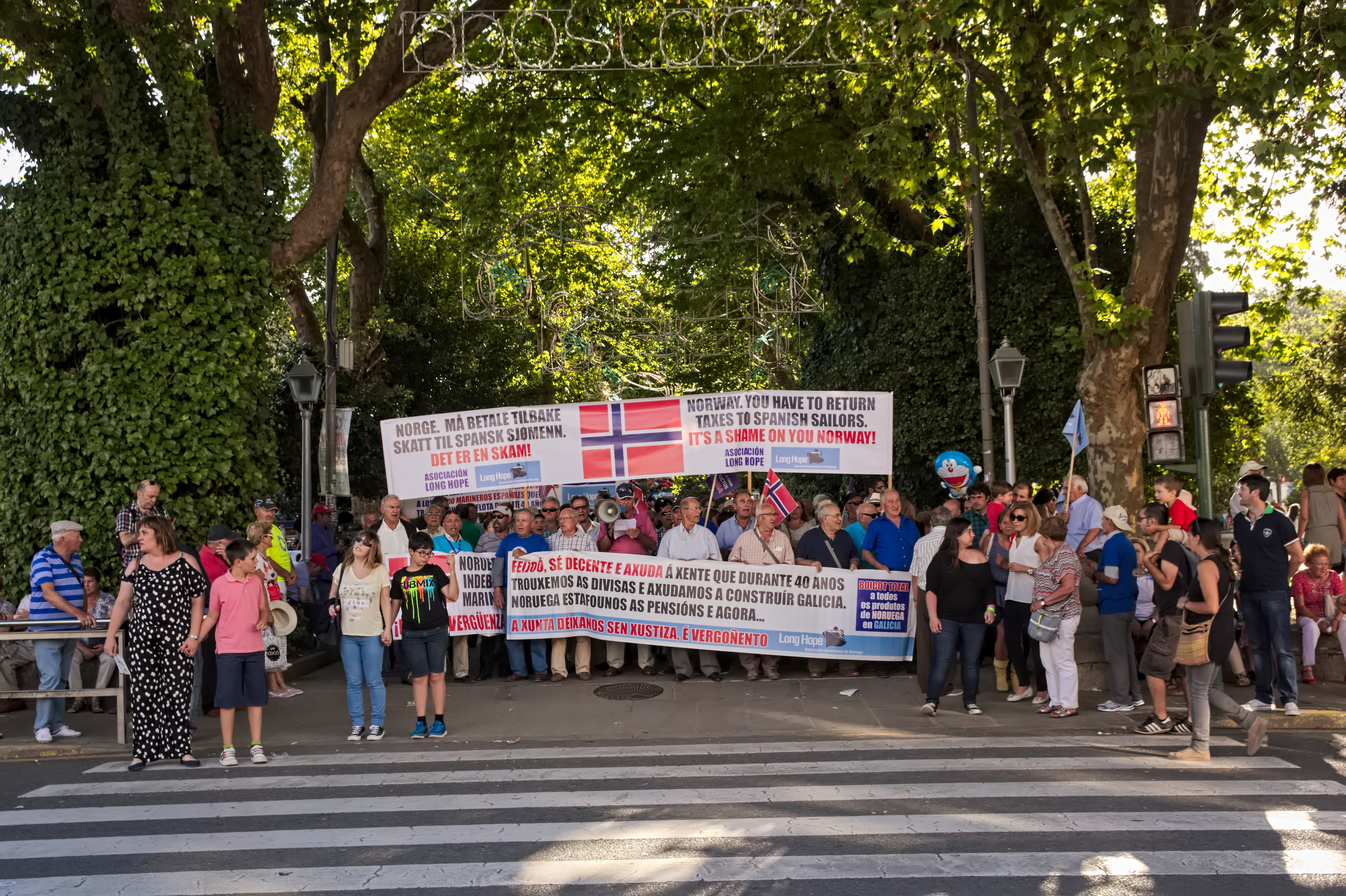
Manifestação de marinheiros pelas pensões norueguesas, 25 de julho de 2015.
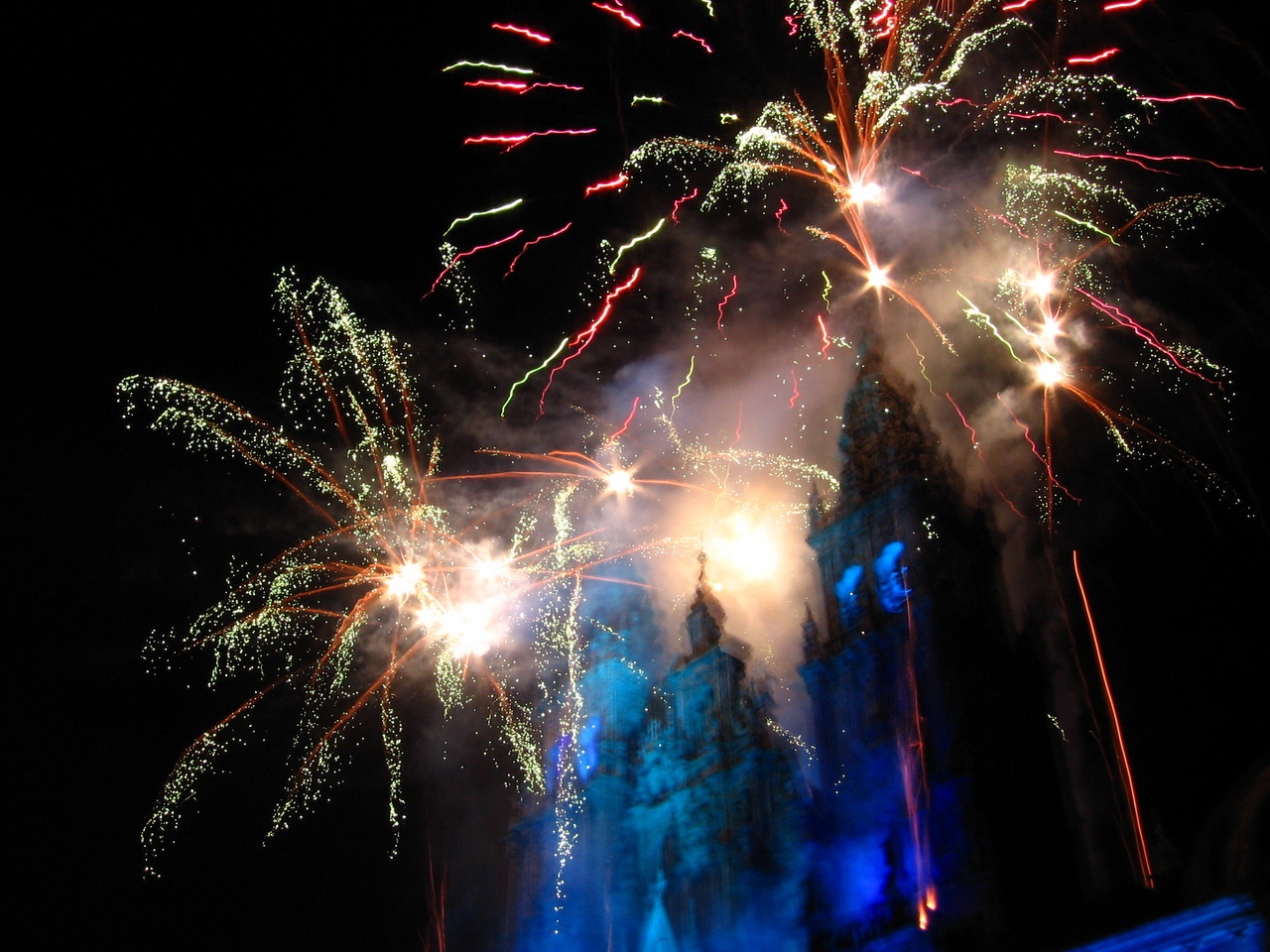
Fogos de artifício do 25 de julho em Santiago de Compostela.
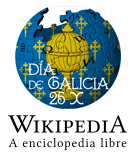
Logo da Wikipédia com a bandeira do antigo Reino da Galiza, celebrando o 25 de julho.